# Liste der Baudenkmale in Faßberg
In der Liste der Baudenkmale in Faßberg sind alle Baudenkmale der niedersächsischen Gemeinde Faßberg im Landkreis Celle aufgelistet.  Die Quelle der Einträge ist der Denkmalatlas Niedersachsen mit teilweisen
Kürzungen. Der Stand der Liste ist der 18. Mai 2024.

## Allgemein
In den Spalten befinden sich folgende Informationen:
- Lage: die Adresse des Baudenkmales und die geographischen Koordinaten. Kartenansicht, um Koordinaten zu setzen. In der Kartenansicht sind Baudenkmale ohne Koordinaten mit einem roten Marker dargestellt und können in der Karte gesetzt werden. Baudenkmale ohne Bild sind mit einem blauen Marker gekennzeichnet, Baudenkmale mit Bild mit einem grünen Marker.
- Bezeichnung: Bezeichnung des Baudenkmales
- Beschreibung: die Beschreibung des Baudenkmales. Unter § 3 Abs. 2 NDSchG werden Einzeldenkmale und unter § 3 Abs. 3 NDSchG Gruppen baulicher Anlagen und deren Bestandteile ausgewiesen.
- ID: die Objekt-ID des Baudenkmales
- Bild: ein Bild des Baudenkmales, ggf. zusätzlich mit einem Link zu weiteren Fotos des Baudenkmals im Medienarchiv Wikimedia Commons. Wenn man auf das Kamerasymbol klickt, können Fotos zu Baudenkmalen aus dieser Liste hochgeladen werden:

## Faßberg
In den 1930er Jahren wurde ein Fliegerhorst hier angelegt. Gleichzeitig wurde eine Siedlung für die Familien erbaut, die auf dem Fliegerhorst beschäftigt waren.

### Rote Siedlung
Die sogenannte Rote Siedlung schließt als Gartensiedlung mit freistehenden einfachen oder doppelten Einfamilienhäusern an den Zaun an, der den militärischen Bereich des Fliegerhorstes Faßberg vom südwestlichen zivilen Wohnbereich trennt. Ungefähr in der Mitte wird die Siedlung durch den Verlauf der Großen Horststraße geteilt, die rechtwinklig zum Sperrzaun verläuft und als Hauptstraße des Ortes direkt auf die jetzige Hauptwache des Fliegerhorstes zuläuft. Die Große Horststraße ist als breiteste Straße der Siedlung ausgebildet und verfügt über weitläufig angelegte seitliche Grünzonen mit altem Baumbestand. Die Planung und Erstellung dieser Siedlung für Offiziere und Beamte erfolgte gleichzeitig mit dem Ausbau des Fliegerhorstes 1933/34, als Architekten waren Georg Sagebiel und Wilhelm Kröger beteiligt. Die Rote Siedlung wurde unter weitgehender Schonung des Baumbestandes in das Waldgebiet der ehemaligen Schlichternheide hineingebaut. Der Fuhrenwald wurde in die Siedlung mitaufgenommen und später mit anderen Bäumen ergänzt. Die ersten Gebäude der Roten Siedlung entstanden als Doppelhäuser mit langgestreckten Parzellen für die Hausgärten am Waldweg und am Jägerweg. Ungefähr in der geometrischen Mitte wird dieser Teil der Siedlung von einer Querstraße und dem Brunnenplatz als kleinem lokalem Mittelpunkt geteilt, Bäume begrenzen den Umriss des Platzes. Es folgte die Bebauung nördlich der Großen Horststraße mit Doppelhäusern und freistehenden Einzelhäuserm. Der dritte ursprüngliche Bereich der Roten Siedlung wird von der Großen Horststraße her durch abknickende Zufahrtsstraßen erschlossen, in deren geometrischer Mitte sich das ehemalige Zentrum der Siedlung Faßberg mit Schule, Kirchen und Läden befand. Auch diese Bauten sind in rotem Backstein ausgeführt.

„Rote Siedlung“
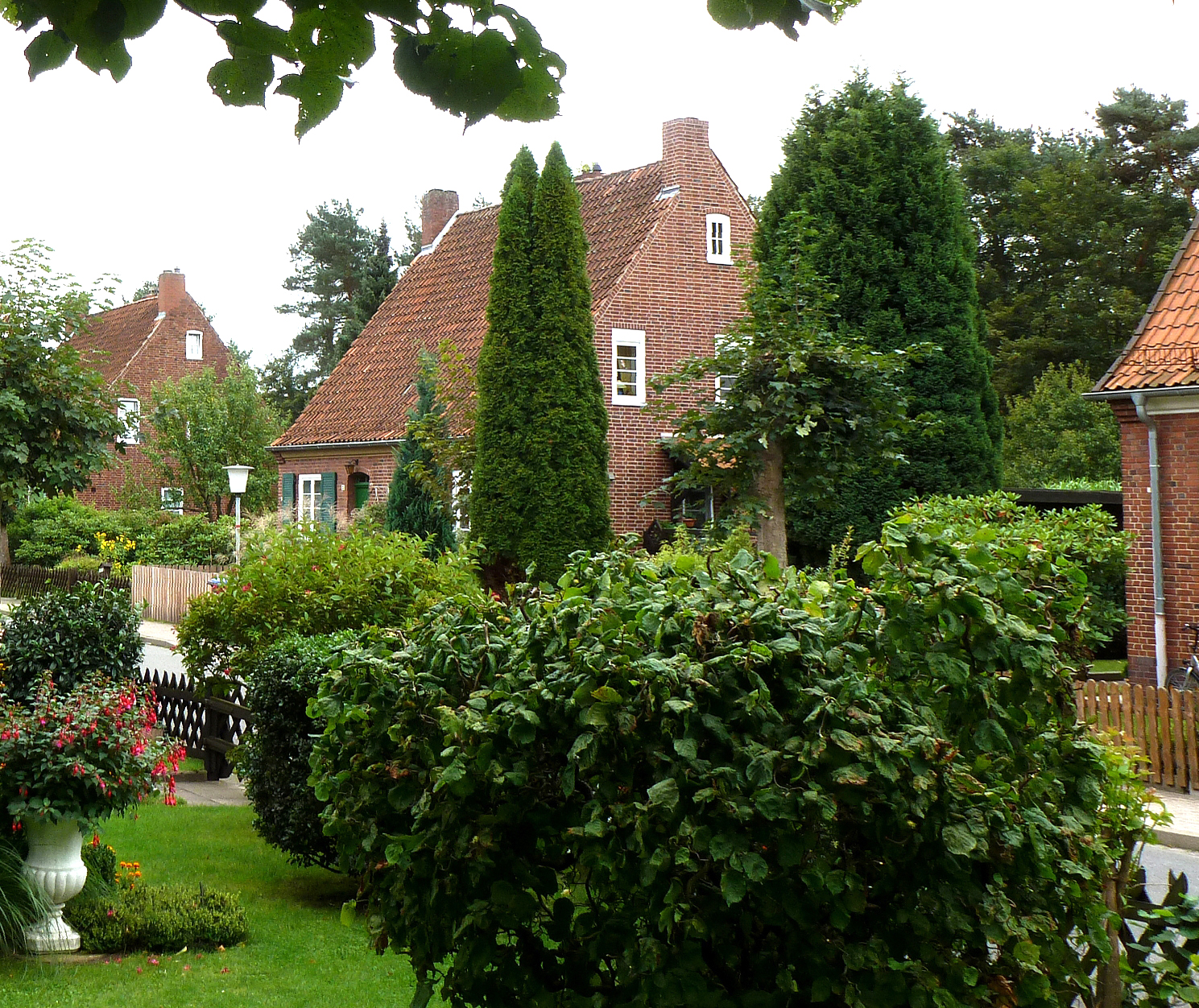
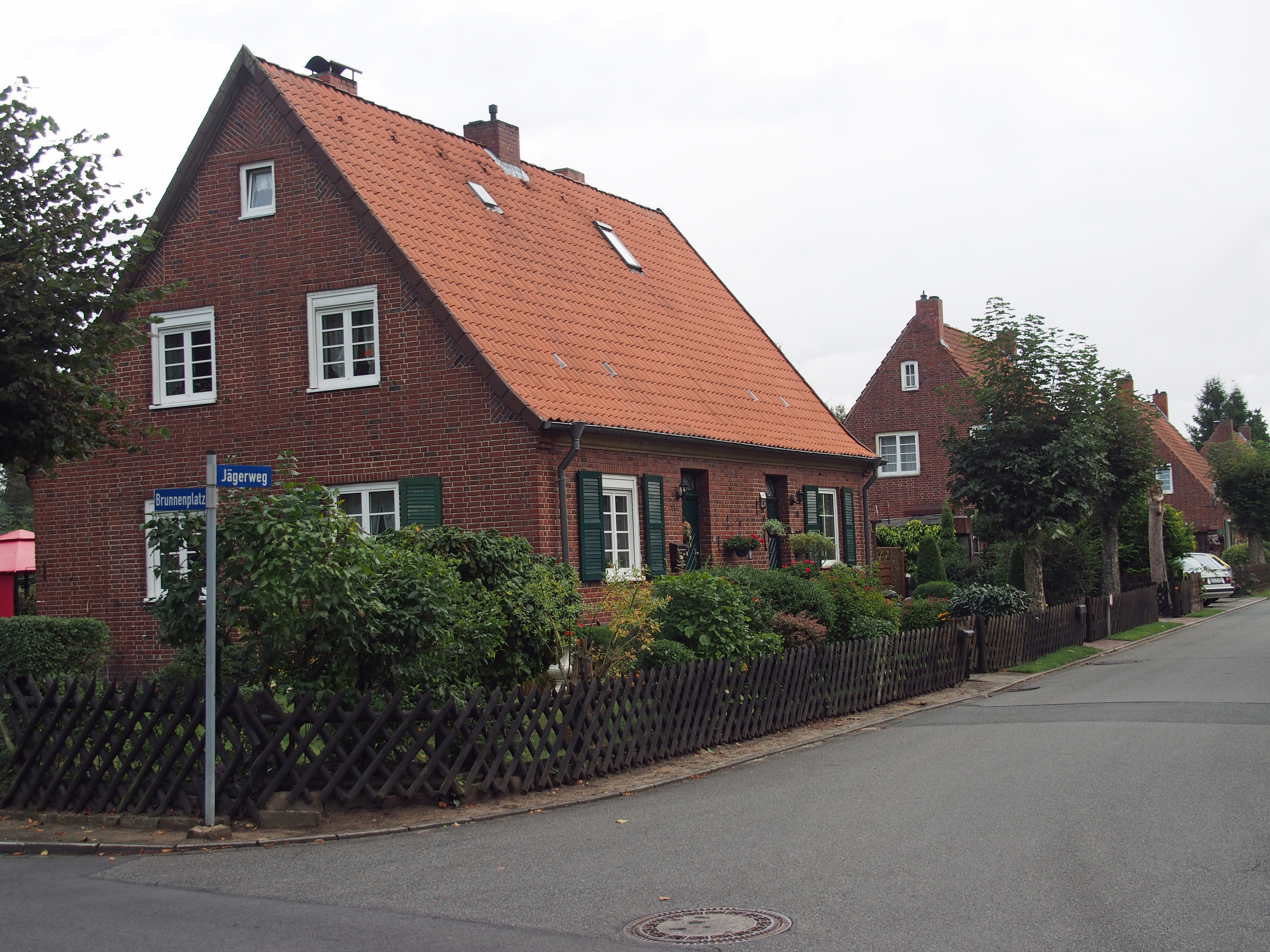
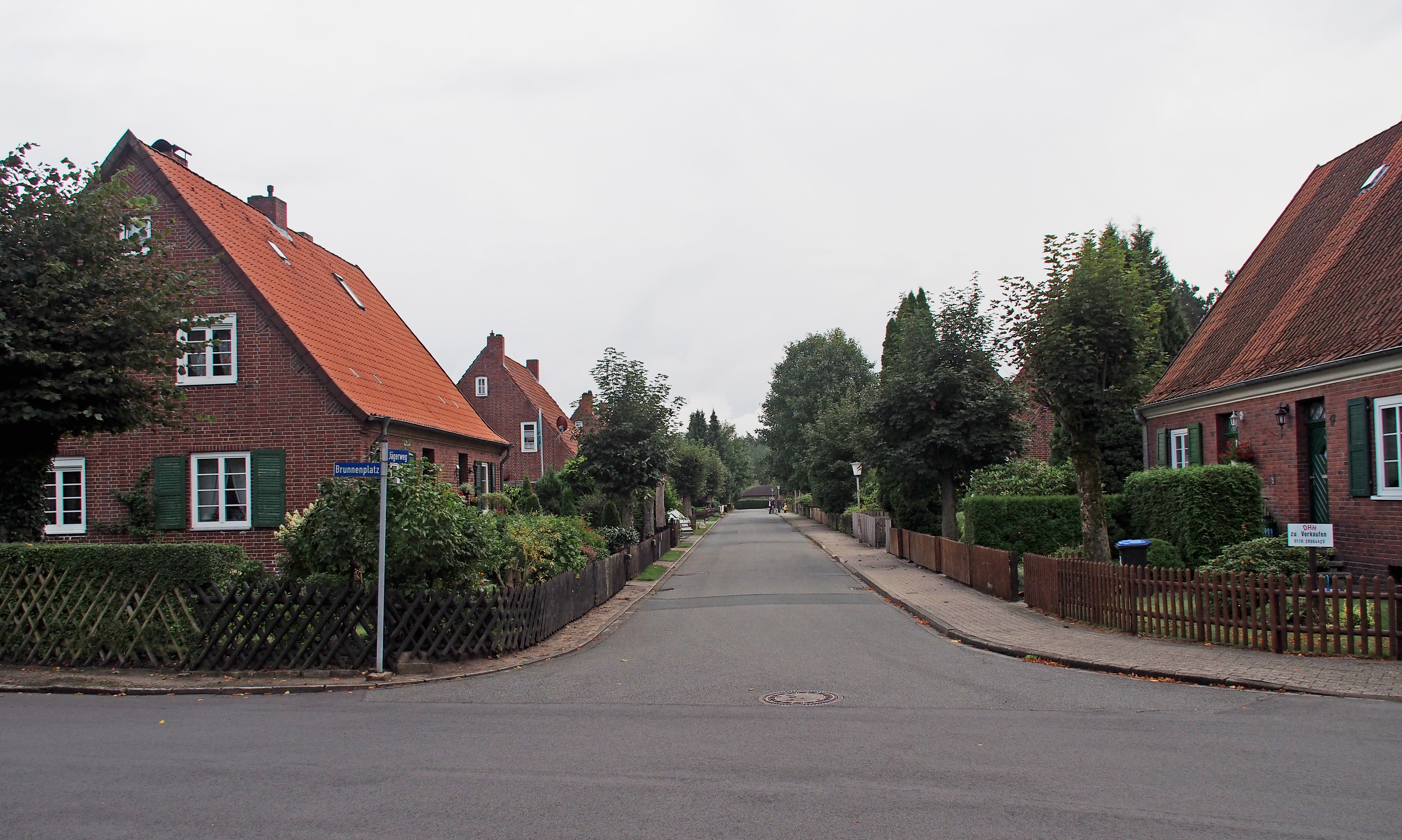

#### Boelckeweg
Einzelhäuser: Giebelständiger, nach Nordwesten eingeschossiger, zur Gartenseite zweigeschossiger, vollunterkellerter Backsteinbau, über niedrigem Sockel, abgesetzt durch Rollschicht. Keller mit Kelleraußentreppe. Ausgebautes Dachgeschoss mit Dachgauben, unter ungleichhüftigem Satteldach in Hohlpfannendeckung. Fassaden in glattem Mauerwerk ohne vorspringende Ornamente, gemauerter Giebelfries, Gesims geputzt, Öffnungen unter scheitrechten Stürzen, Fenster mit Läden. Haupteingang an der Westecke in zurückspringendem offenem Windfang, über Treppe erreichbar. Erbaut 1934 auf großer Gartenparzelle als Teil der Siedlung für Offiziere und Beamte des Fliegerhorsts Faßberg. Jüngerer Anbau mit Balkon an der Nordostfassade.
| Haus | ID       |  | Haus | ID       |  | Haus | ID       |  | Haus | ID       |
| ---- | -------- |  | ---- | -------- |  | ---- | -------- |  | ---- | -------- |
| 01   | 33749538 |  | 02   | 33749560 |  | 03   | 33749582 |  | 04   | 33749604 |
| 05   | 33749626 |  | 06   | 33749648 |  | 07   | 33749670 |  | 08   | 33749692 |
| 09   | 33749714 |  |      |          |  |      |          |  |      |          |

#### Fuchsbau
Doppelhäuser: Traufständige, zur Straße eingeschossige, zur Gartenseite zweigeschossige, vollunterkellerte Doppelhaushälfte in Backstein, über niedrigem Sockel, abgesetzt durch Rollschicht. Keller mit Kelleraußentreppe. Ausgebautes Dachgeschoss mit Dachgauben, unter ungleichhüftigem Satteldach in Hohlpfannendeckung. Fassaden in glattem Mauerwerk ohne vorspringende Ornamente, gemauerter Giebelfries, Gesims geputzt, Öffnungen unter scheitrechten Stürzen, Fenster mit Läden. Haupteingang straßenabgewandt, über Treppe erreichbar. Erbaut 1934 auf langer Gartenparzelle als Teil der Siedlung für Offiziere und Beamte des Fliegerhorsts Faßberg.
| Haus | ID       |  | Haus | ID       |  | Haus | ID       |  | Haus | ID       |
| ---- | -------- |  | ---- | -------- |  | ---- | -------- |  | ---- | -------- |
| 01   | 33751194 |  | 02   | 33751216 |  | 03   | 33751238 |  | 04   | 33751260 |
| 05   | 33751282 |  | 07   | 33751326 |  | 17   | 33751458 |  | 19   | 33751480 |
| 20   | 33751502 |  | 21   | 33751524 |  | 22   | 33751546 |  | 23   | 33751568 |
| 24   | 33751590 |  | 25   | 33751612 |  | 26   | 33751634 |  | 27   | 33751656 |
| 28   | 33751678 |  | 29   | 33751700 |  | 30   | 33751722 |  | 31   | 33751744 |

#### Gartenstraße
Doppelhäuser: Zur Gartenstraße traufständige eingeschossige, zur Gartenseite zweigeschossige, vollunterkellerte Doppelhaushälfte in Backstein, über niedrigem Sockel, abgesetzt durch Rollschicht. Keller mit Kelleraußentreppe. Ausgebautes Dachgeschoss mit Dachgauben, unter ungleichhüftigem Satteldach in Hohlpfannendeckung. Fassaden in glattem Mauerwerk ohne vorspringende Ornamente, gemauerter Giebelfries, Gesims geputzt, Öffnungen unter scheitrechten Stürzen, Fenster mit Läden. Nördlicher Haupteingang über Treppe erreichbar. Erbaut 1937 auf langer Gartenparzelle mit Vorgarten und Jägerzaun als Teil der Siedlung für Offiziere und Beamte des Fliegerhorsts Faßberg.
| Haus | ID       |  | Haus | ID       |  | Haus | ID       |  | Haus | ID       |
| ---- | -------- |  | ---- | -------- |  | ---- | -------- |  | ---- | -------- |
| 01   | 33751766 |  | 03   | 33751788 |  | 05   | 33751810 |  | 07   | 33751832 |
| 09   | 33751854 |  | 11   | 33751876 |  | 13   | 33751898 |  | 15   | 33751920 |

#### Große Horststraße
Einzelhäuser: (E) Traufständiger eingeschossiger vollunterkellerter Backsteinbau, über niedrigem Sockel, abgesetzt durch Rollschicht. Keller mit Kelleraußentreppe. Ausgebautes Dachgeschoss mit Dachgauben zur Straße, unter Satteldach in Hohlpfannendeckung. Fassaden in glattem Mauerwerk ohne vorspringende Ornamente, gemauerter Giebelfries, Gesims geputzt, Öffnungen unter scheitrechten Stürzen, Fenster mit Läden. Mittiger Haupteingang mit Segmentbogen, über breite Freitreppe erreichbar. Erbaut 1934 auf großer Gartenparzelle als Teil der Siedlung für Offiziere und Beamte des Fliegerhorsts Faßberg.

Doppelhäuser: (D) Traufständige, zur Straße eingeschossige, zur Gartenseite zweigeschossige, vollunterkellerte Doppelhaushälfte in Backstein, über niedrigem Sockel, abgesetzt durch Rollschicht. Keller mit Kelleraußentreppe. Ausgebautes Dachgeschoss mit Dachgauben zur Straße, unter ungleichhüftigem Satteldach in Hohlpfannendeckung (gemeinsam mit Nr. 10). Fassaden in glattem Mauerwerk ohne vorspringende Ornamente, gemauerter Giebelfries, Gesims geputzt, Öffnungen unter scheitrechten Stürzen, Fenster mit Läden. Haupteingang an der Straße, über Treppe erreichbar. Erbaut 1934 auf langer Gartenparzelle als Teil der Siedlung für Offiziere und Beamte des Fliegerhorsts Faßberg.
| Haus | ID       |  | Haus | ID       |  | Haus | ID       |  | Haus | ID       |
| ---- | -------- |  | ---- | -------- |  | ---- | -------- |  | ---- | -------- |
| 01 E | 33751942 |  | 02 D | 33751964 |  | 04 D | 33751986 |  | 06 D | 33752008 |
| 08 D | 33752030 |  | 10 D | 33752052 |  | 12 D | 33752074 |  | 14 E | 33752096 |

#### Heideweg
Doppelhäuser: Zur Straße Heideweg traufständige eingeschossige, zur Gartenseite zweigeschossige, vollunterkellerte Doppelhaushälfte in Backstein, über niedrigem Sockel, abgesetzt durch Rollschicht. Keller mit Kelleraußentreppe. Ausgebautes Dachgeschoss mit Dachgauben zur Straße, unter ungleichhüftigem Satteldach in Hohlpfannendeckung (gemeinsam mit Nr. 3). Fassaden in glattem Mauerwerk ohne vorspringende Ornamente, gemauerter Giebelfries, Gesims geputzt, Öffnungen unter scheitrechten Stürzen, Fenster mit Läden. Haupteingang straßenseitig, über Treppe erreichbar. Erbaut 1934 auf langer Gartenparzelle als Teil der Siedlung für Offiziere und Beamte des Fliegerhorsts Faßberg.
| Haus | ID       |  | Haus | ID       |  | Haus | ID       |  | Haus | ID       |
| ---- | -------- |  | ---- | -------- |  | ---- | -------- |  | ---- | -------- |
| 01   | 33752214 |  | 03   | 33752236 |  | 05   | 33752258 |  | 07   | 33752280 |
| 09   | 33752302 |  | 11   | 33752324 |  | 13   | 33752346 |  | 15   | 33752368 |
| 17   | 33752390 |  | 18   | 33752412 |  | 19   | 33752434 |  | 20   | 33752456 |
| 21   | 33752478 |  | 22   | 33752500 |  | 23   | 33752522 |  | 24   | 33752544 |
| 25   | 33752566 |  | 26   | 33752588 |  | 27   | 33752610 |  | 28   | 33752632 |
| 30   | 33752654 |  | 32   | 33752676 |  | 34   | 33752698 |  | 36   | 33752720 |
| 38   | 33752742 |  | 40   | 33752764 |  |      |          |  |      |          |

#### Jägerweg
Doppelhäuser: Traufständige eingeschossige vollunterkellerte Doppelhaushälfte über niedrigem Backsteinsockel, abgesetzt durch Rollschicht. Keller mit Kelleraußentreppe. Ausgebautes Dachgeschoss mit Dachgauben, unter Satteldach in Hohlpfannendeckung. Fassaden in glattem Mauerwerk ohne vorspringende Ornamente, gemauerter Giebelfries, Gesims geputzt, Öffnungen unter scheitrechten Stürzen, Fenster mit Läden. Segmentbogenförmiger Haupteingang an der Straßenseite, über Treppe erreichbar. Erbaut 1934 auf langer Gartenparzelle als Teil der Siedlung für Offiziere und Beamte des Fliegerhorsts Faßberg.
| Haus | ID       |  | Haus | ID       |  | Haus | ID       |  | Haus | ID       |
| ---- | -------- |  | ---- | -------- |  | ---- | -------- |  | ---- | -------- |
| 01   | 33753568 |  | 02   | 33753590 |  | 03   | 33753612 |  | 04   | 33753634 |
| 05   | 33753656 |  | 06   | 33753678 |  | 07   | 33753700 |  | 08   | 33753722 |
| 09   | 33753744 |  | 10   | 33753766 |  | 11   | 33753788 |  | 12   | 33753810 |
| 13   | 33753832 |  | 14   | 33753854 |  | 15   | 33753876 |  | 16   | 33753898 |
| 17   | 33753920 |  | 18   | 33753942 |  | 19   | 33753964 |  | 20   | 33753986 |
| 21   | 33754008 |  | 22   | 33754030 |  | 23   | 33754052 |  | 24   | 33754074 |
| 25   | 33754096 |  | 26   | 33754118 |  | 27   | 33754140 |  | 28   | 33754162 |
| 29   | 33754184 |  | 30   | 33754206 |  | 31   | 33754228 |  | 32   | 33754250 |
| 33   | 33754272 |  | 34   | 33754294 |  | 35   | 33754316 |  | 36   | 33754338 |
| 37   | 33754360 |  | 39   | 33754382 |  | 41   | 33754404 |  | 43   | 33754426 |

#### Marktweg
Doppelhäuser: Zur Straße Marktweg traufständige eingeschossige, zur Gartenseite zweigeschossige, vollunterkellerte Doppelhaushälfte in Backstein, über niedrigem Sockel, abgesetzt durch Rollschicht. Keller mit Kelleraußentreppe. Ausgebautes Dachgeschoss mit Dachgauben, unter ungleichhüftigem Satteldach in Hohlpfannendeckung. Fassaden in glattem Mauerwerk ohne vorspringende Ornamente, gemauerter Giebelfries, Gesims geputzt, Öffnungen unter scheitrechten Stürzen, Fenster mit Läden. Nördlicher Haupteingang über Treppe erreichbar. Erbaut 1937 auf langer Gartenparzelle mit Vorgarten und Jägerzaun als Teil der Siedlung für Offiziere und Beamte des Fliegerhorsts Faßberg.
| Haus | ID       |  | Haus | ID       |  | Haus | ID       |  | Haus | ID       |
| ---- | -------- |  | ---- | -------- |  | ---- | -------- |  | ---- | -------- |
| 01   | 33754540 |  | 02   | 33754562 |  | 03   | 33754584 |  | 04   | 33754606 |
| 06   | 33754628 |  | 08   | 33754650 |  | 21   | 33754718 |  | 23   | 33754740 |
| 25   | 33754762 |  | 27   | 33754784 |  | 28   | 33754806 |  | 29   | 33754828 |
| 30   | 33754850 |  | 31   | 33754872 |  | 32   | 33754894 |  | 34   | 33754916 |
| 36   | 33754938 |  | 38   | 33754960 |  | 40   | 33754982 |  | 42   | 33755004 |

#### Möldersweg
Doppelhäuser: (D) Zum Möldersweg traufständige eingeschossige, zur Gartenseite zweigeschossige, vollunterkellerte Doppelhaushälfte in Backstein, über niedrigem Sockel, abgesetzt durch Rollschicht. Keller mit Kelleraußentreppe. Ausgebautes Dachgeschoss mit Dachgauben, unter ungleichhüftigem Satteldach in Hohlpfannendeckung. Fassaden in glattem Mauerwerk ohne vorspringende Ornamente, gemauerter Giebelfries, Gesims geputzt, Öffnungen unter scheitrechten Stürzen, Fenster mit Läden. Nördlicher Haupteingang über Treppe erreichbar. Erbaut 1937 auf langer Gartenparzelle mit Vorgarten und Jägerzaun als Teil der Siedlung für Offiziere und Beamte des Fliegerhorsts Faßberg.

Einzelhäuser: (E) Zur Straße giebelständiger, nach Nordwesten eingeschossiger, zur Gartenseite zweigeschossiger, vollunterkellerter Backsteinbau, über niedrigem Sockel, abgesetzt durch Rollschicht. Keller mit Kelleraußentreppe. Ausgebautes Dachgeschoss mit Dachgauben zur Straße, unter ungleichhüftigem Satteldach in Hohlpfannendeckung. Fassaden in glattem Mauerwerk ohne vorspringende Ornamente, gemauerter Giebelfries, Gesims geputzt, Öffnungen unter scheitrechten Stürzen, Fenster mit Läden. Haupteingang an der Nordecke in zurückspringendem offenem Windfang, über Treppe erreichbar. Erbaut 1934 auf großer Gartenparzelle als Teil der Siedlung für Offiziere und Beamte des Fliegerhorsts Faßberg.
| Haus | ID       |  | Haus | ID       |  | Haus | ID       |  | Haus | ID       |
| ---- | -------- |  | ---- | -------- |  | ---- | -------- |  | ---- | -------- |
| 04 E | 33755026 |  | 05 E | 33755048 |  | 06 E | 33755070 |  | 07 E | 33755092 |
| 08 E | 33755114 |  | 09 E | 33755136 |  | 10 D | 33755158 |  | 12 D | 33755180 |
| 14 D | 33755202 |  | 16 D | 33755224 |  |      |          |  |      |          |

#### Steinweg
Doppelhäuser: Zur Straße Steinweg traufständige eingeschossige, zur Gartenseite zweigeschossige, vollunterkellerte Doppelhaushälfte in Backstein, über niedrigem Sockel, abgesetzt durch Rollschicht. Keller mit Kelleraußentreppe. Ausgebautes Dachgeschoss mit Dachgauben, unter ungleichhüftigem Satteldach in Hohlpfannendeckung. Fassaden in glattem Mauerwerk ohne vorspringende Ornamente, gemauerter Giebelfries, Gesims geputzt, Öffnungen unter scheitrechten Stürzen, Fenster mit Läden. Nördlicher Haupteingang über Treppe erreichbar. Erbaut 1937 auf langer Gartenparzelle mit Vorgarten und Jägerzaun als Teil der Siedlung für Offiziere und Beamte des Fliegerhorsts Faßberg.
| Haus | ID       |  | Haus | ID       |  | Haus | ID       |  | Haus | ID       |
| ---- | -------- |  | ---- | -------- |  | ---- | -------- |  | ---- | -------- |
| 01   | 33756277 |  | 02   | 33756299 |  | 03   | 33756321 |  | 04   | 33756343 |
| 05   | 33756365 |  | 09   | 33756409 |  | 10   | 33756343 |  | 11   | 33756453 |
| 12   | 33756475 |  | 13   | 33756497 |  | 14   | 33756519 |  | 15   | 33756541 |
| 16   | 33756563 |  | 17   | 33756585 |  | 18   | 33756607 |  | 19   | 33756629 |
| 20   | 33756651 |  | 21   | 33756673 |  | 22   | 33756695 |  | 23   | 33756717 |
| 24   | 33756739 |  | 25   | 33756761 |  | 27   | 33756783 |  |      |          |

#### Waldweg
Doppelhäuser: Traufständige eingeschossige vollunterkellerte Doppelhaushälfte über niedrigem Backsteinsockel, abgesetzt durch Rollschicht. Keller mit Kelleraußentreppe. Ausgebautes Dachgeschoss mit Dachgauben, unter Satteldach in Hohlpfannendeckung (gemeinsam mit Nr. 9). Fassaden in glattem Mauerwerk ohne vorspringende Ornamente, gemauerter Giebelfries, Gesims geputzt, Öffnungen unter scheitrechten Stürzen, Fenster mit Läden. Haupteingang an der Straßenseite. Erbaut 1934 auf langer Gartenparzelle als Teil der Siedlung für Offiziere und Beamte des Fliegerhorsts Faßberg.
| Haus | ID       |  | Haus | ID       |  | Haus | ID       |  | Haus | ID       |
| ---- | -------- |  | ---- | -------- |  | ---- | -------- |  | ---- | -------- |
| 01   | 33756805 |  | 03   | 33756827 |  | 05   | 33756849 |  | 07   | 33756871 |
| 09   | 33756893 |  | 11   | 33756915 |  | 17   | 33756937 |  | 19   | 33756959 |
| 21   | 33756981 |  | 23   | 33757003 |  | 25   | 33757025 |  | 27   | 33757047 |
| 29   | 33757069 |  | 31   | 33757091 |  | 33   | 33757113 |  | 35   | 33757135 |
| 37   | 33757157 |  | 39   | 33757179 |  | 41   | 33757201 |  | 43   | 33757223 |

### Schwagenscheidt-Siedlung
Siedlung von zweigeschossigen Mehrfamilienhäusern selbigen Bautypus – charakteristisch in rotem Backsteinmauerwerk mit Satteldach, im 90°-Winkel zueinander ausgerichtet – die um die verschieden konzipierten Erschließungswege „Im Kreise“, „Im Winkel“ und „Wildgarten“ herum locker gruppiert und von Rasenfläche mit Baum- und Gebüschgruppen umgeben sind. Erbaut nach Entwurf des Architekten Walter Schwagenscheidt zwischen 1959 und 1961; leicht variierende Hausgrößen.

„Schwagenscheidt-Siedlung“
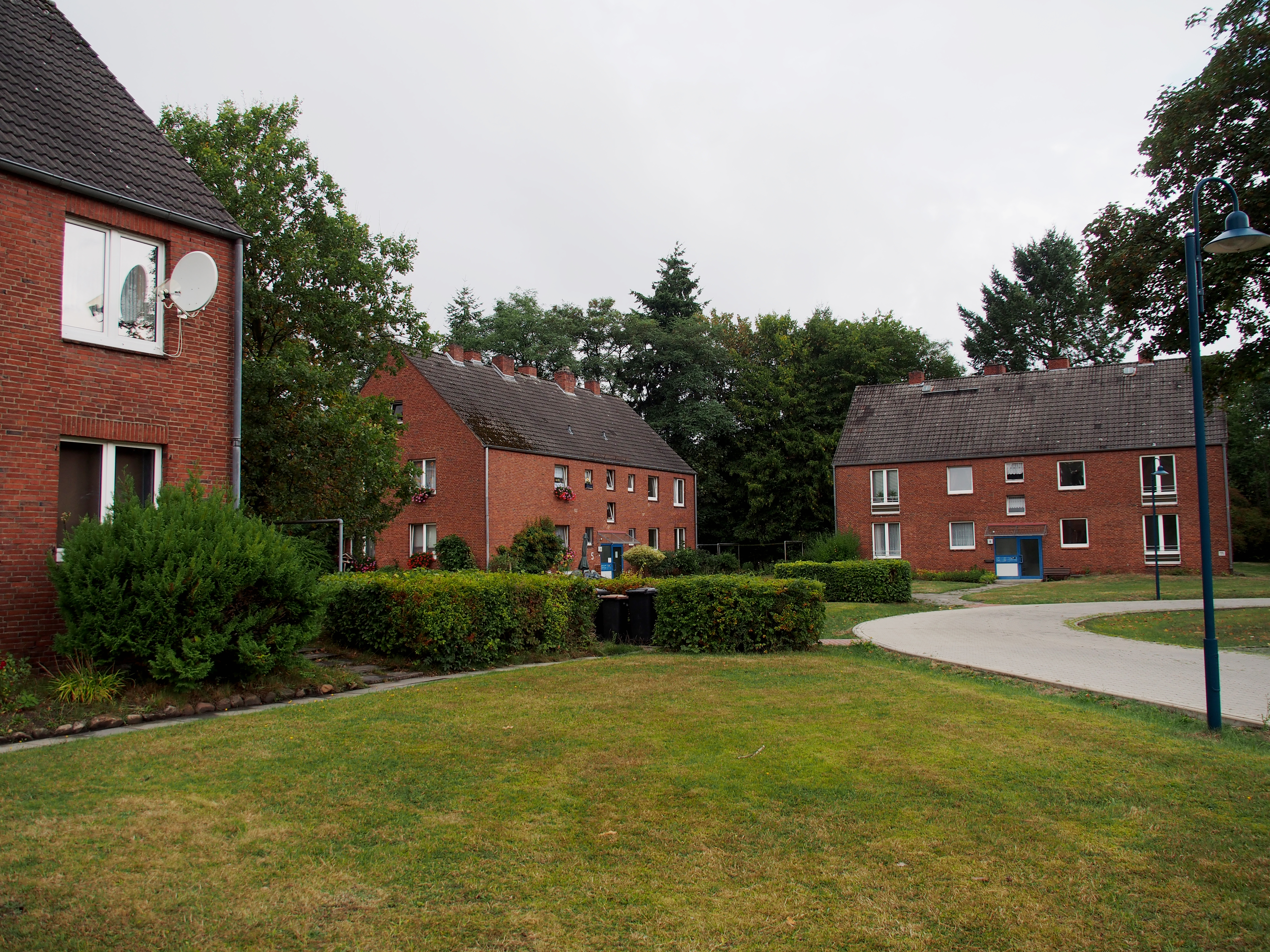
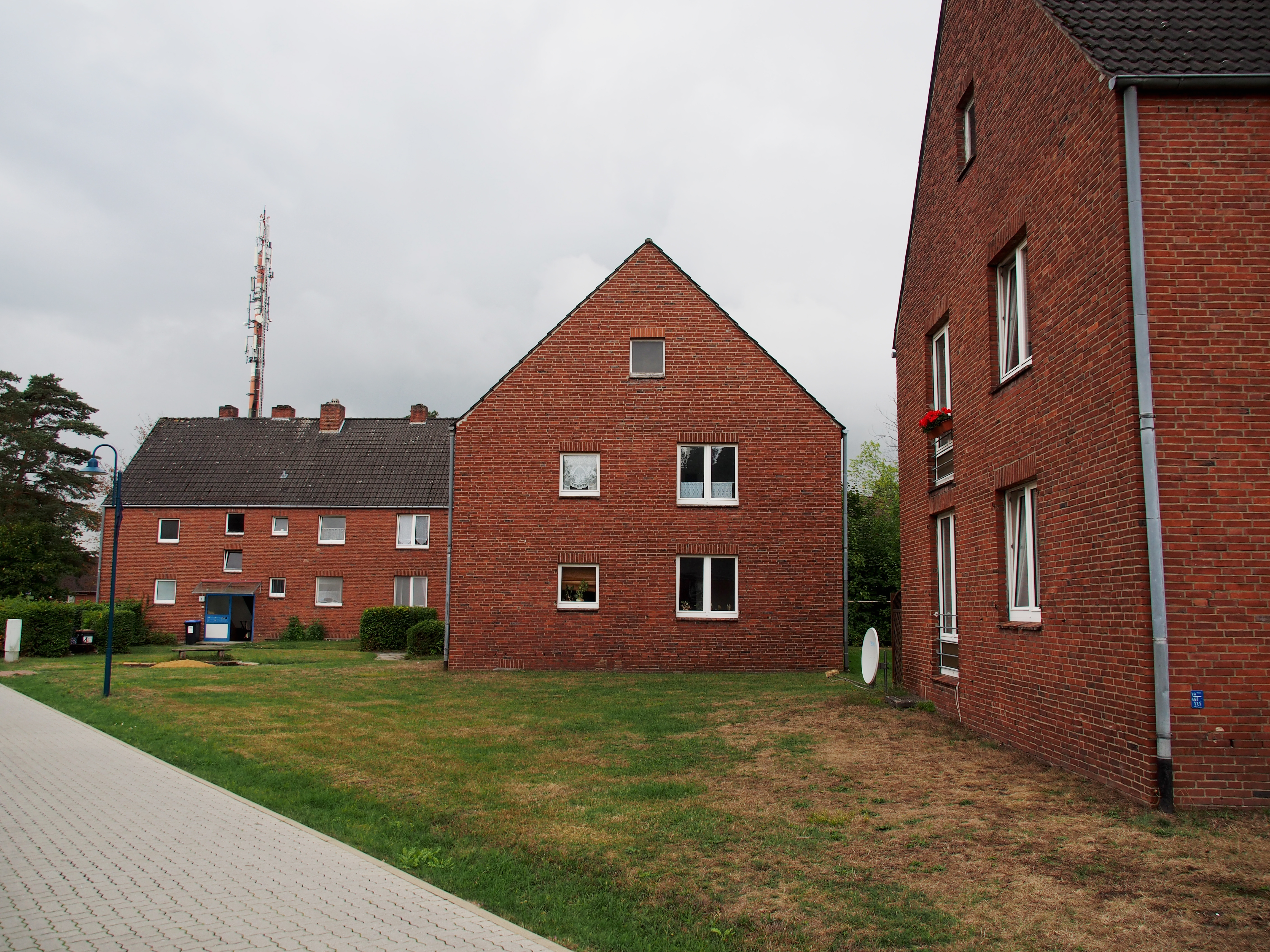
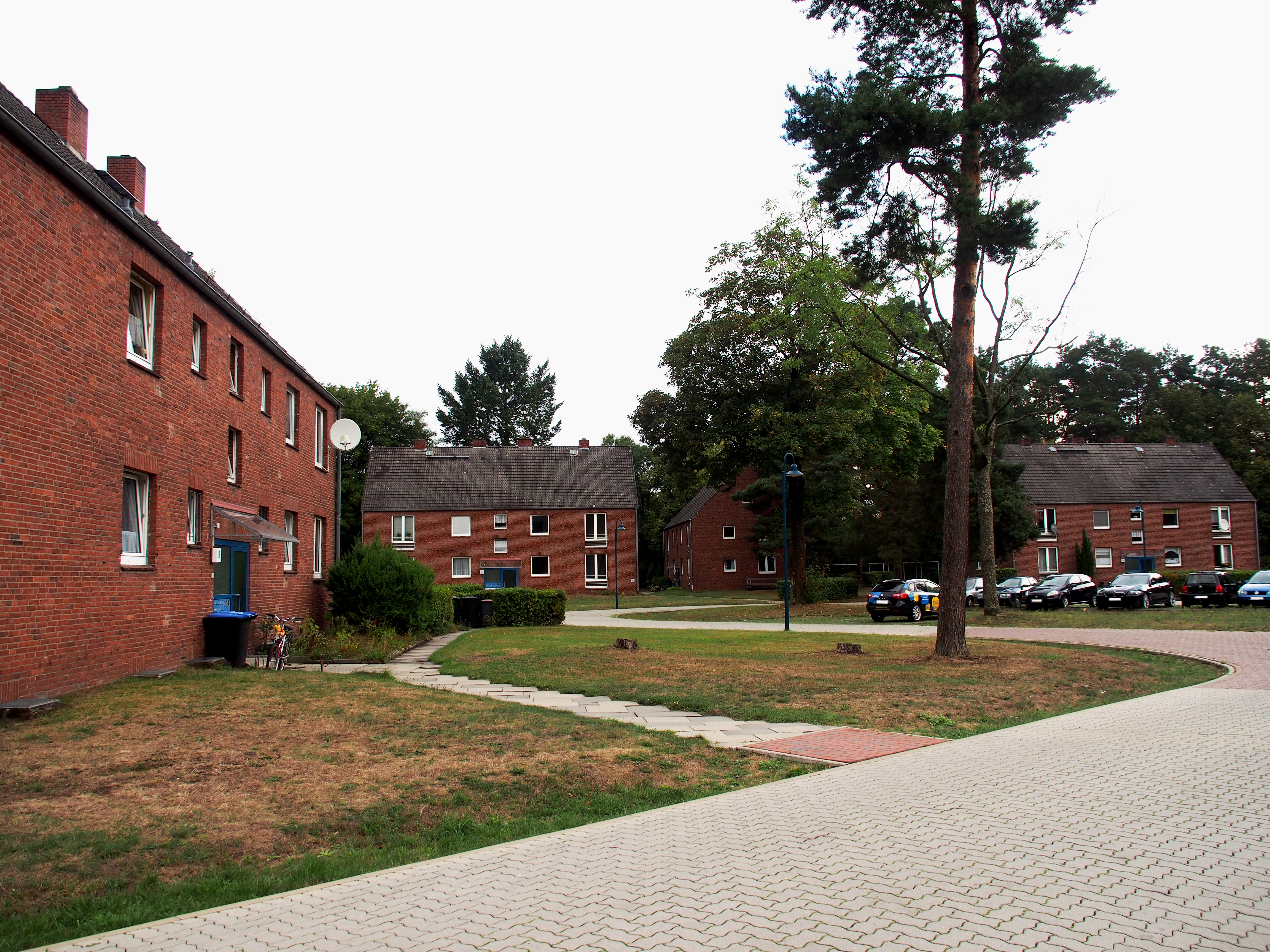
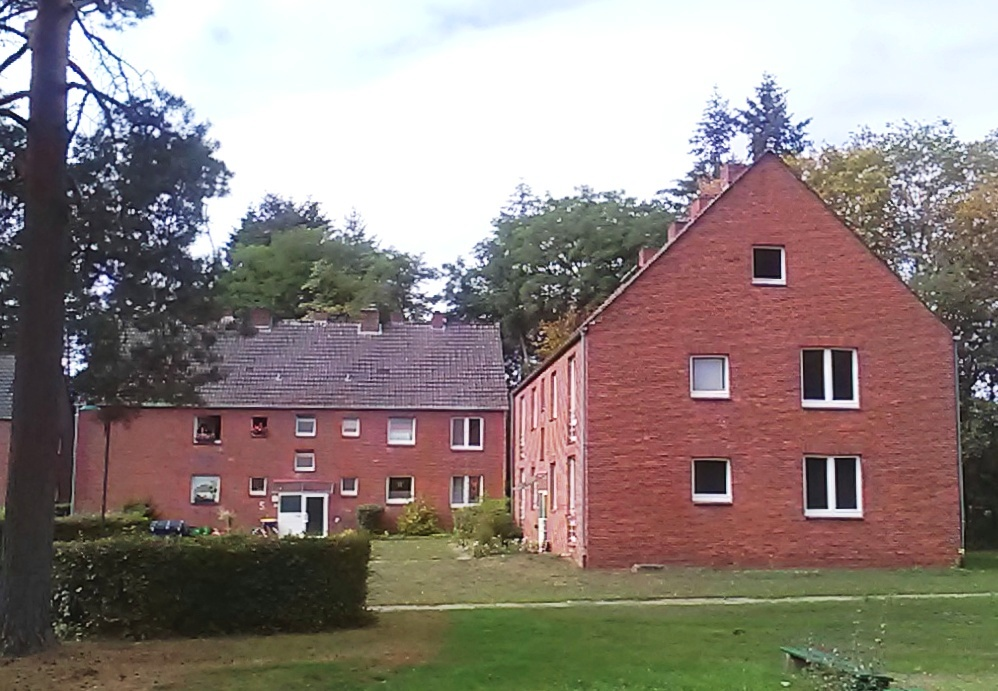
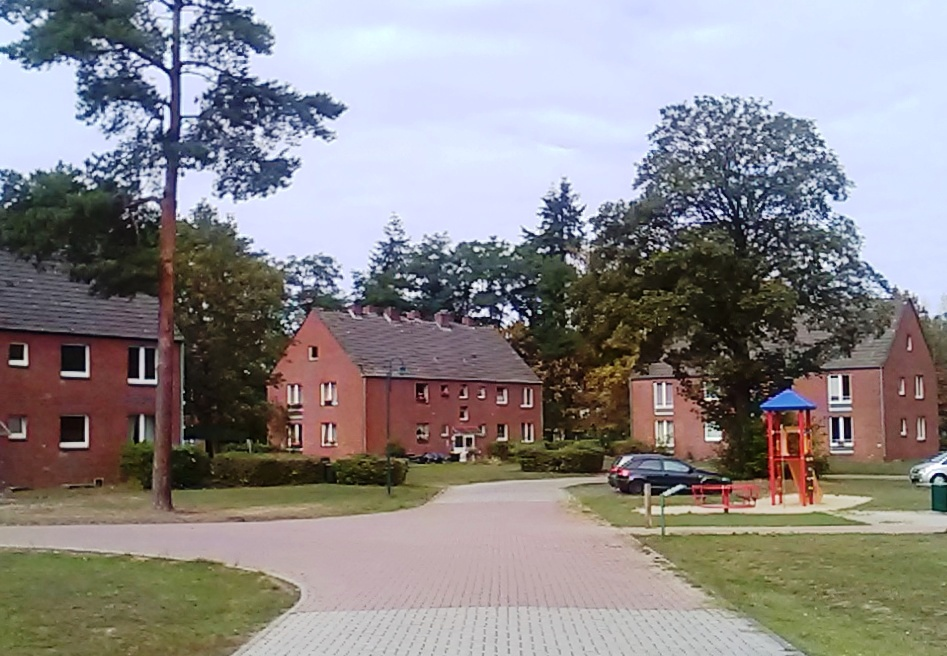
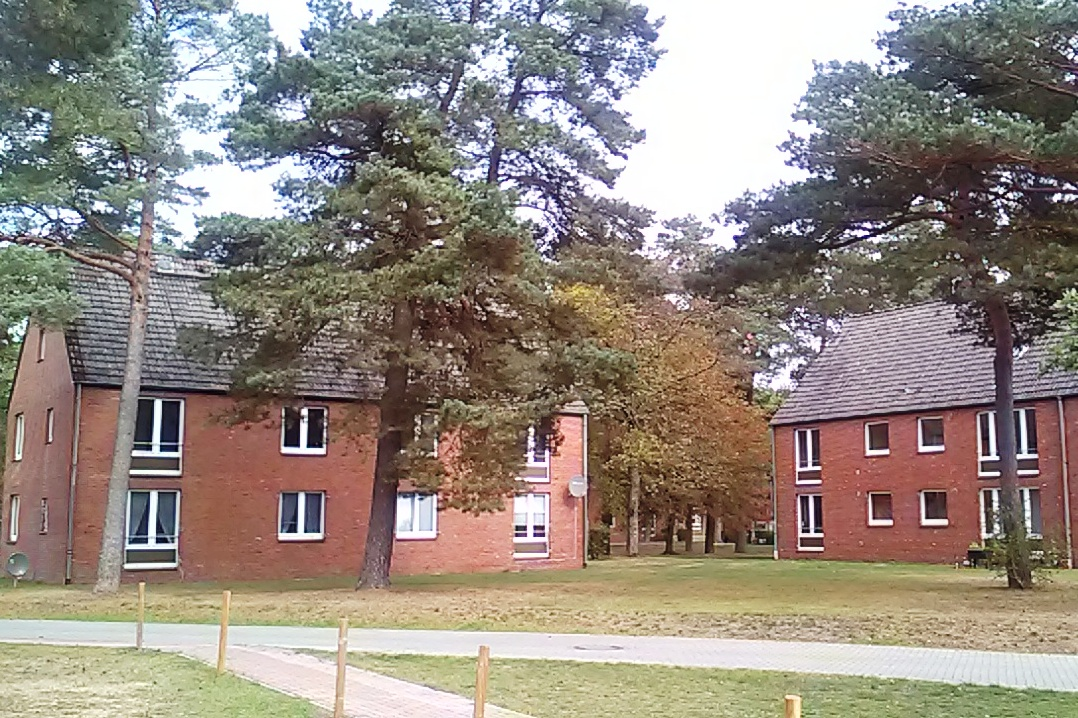

#### Im Kreise
Zweigeschossiges Vierfamilienwohnhaus in rotem Backsteinmauerwerk unter Satteldach. Die Häuser sind durch unterschiedliche Wohnungsgrößen und Raumordnungen verschieden breit, jedoch mit selbiger Tiefe. Die Baukörper sind jeweils durch Anordnung fünf verschiedener Fensterformate und einem zumeist mittig platzierten Haupteingang gegliedert. Lose Anordnung der Häuser, zumeist im rechten Winkel zueinander, Wohnräume zur Sonne im Süden und Westen ausgerichtet. Erbauungszeit 1959–1961.
| Haus | ID       |  | Haus | ID       |  | Haus | ID       |  | Haus | ID       |
| ---- | -------- |  | ---- | -------- |  | ---- | -------- |  | ---- | -------- |
| 01   | 33752786 |  | 02   | 33752809 |  | 03   | 33752832 |  | 04   | 33752855 |
| 05   | 33752878 |  | 06   | 33752901 |  | 07   | 33752924 |  | 08   | 33752947 |
| 09   | 33752970 |  | 10   | 33752993 |  | 11   | 33753016 |  | 12   | 33753039 |
| 13   | 33753062 |  | 14   | 33753085 |  | 15   | 33753108 |  | 16   | 33753131 |
| 17   | 33753154 |  | 18   | 33753177 |  | 19   | 33753200 |  | 20   | 33753223 |

#### Im Wildgarten
Freistehendes zweigeschossiges Vierfamilienwohnhaus in rotem Backsteinmauerwerk unter Satteldach in Pfannendeckung. Fassaden mit verschiedenen Fensterformaten, Haupteingang mittig an Nordseite. Im rechten Winkel zu den gleichartig ausgeführten Nachbarhäusern angeordnet. Erbaut zwischen 1959 und 1961 für die Angehörigen des Fliegerhorsts Faßberg.
| Haus | ID       |  | Haus | ID       |  | Haus | ID       |  | Haus | ID       |
| ---- | -------- |  | ---- | -------- |  | ---- | -------- |  | ---- | -------- |
| 01   | 33757245 |  | 02   | 33757268 |  | 03   | 33757291 |  | 04   | 33757314 |
| 05   | 33757337 |  | 06   | 33757360 |  | 07   | 33757383 |  | 08   | 33757406 |
| 10   | 33757429 |  | 12   | 33757452 |  | 14   | 33757475 |  | 15   | 33757498 |
| 16   | 33757521 |  | 17   | 33757544 |  | 19   | 33757567 |  | 22   | 33757590 |
| 24   | 33757613 |  | 26   | 33757636 |  | 28   | 33757659 |  | 30   | 33757682 |
| 32   | 33757705 |  | 36   | 33757751 |  | 38   | 33757774 |  |      |          |

#### Im Winkel
Zweigeschossiges Vierfamilienwohnhaus in rotem Backsteinmauerwerk unter Satteldach. Die Häuser sind durch unterschiedliche Wohnungsgrößen und Raumordnungen verschieden breit, jedoch mit selbiger Tiefe. Die Baukörper sind jeweils durch rhythmische Anordnung fünf verschiedener Fensterformate und einem zumeist mittig platzierten Haupteingang gegliedert. Lose Anordnung der Häuser, zumeist im rechten Winkel zueinander, Wohnräume zur Sonne im Süden und Westen ausgerichtet. Erbauungszeit 1959–1961.
| Haus | ID       |  | Haus | ID       |  | Haus  | ID       |  | Haus | ID       |
| ---- | -------- |  | ---- | -------- |  | ----- | -------- |  | ---- | -------- |
| 01   | 33753246 |  | 02   | 33753269 |  | 03    | 33753292 |  | 04   | 33753315 |
| 05   | 33753338 |  | 06   | 33753361 |  | 07    | 33753384 |  | 08   | 33753407 |
| 09   | 33753430 |  | 10   | 33753453 |  | 11/13 | 33753476 |  | 15   | 33753522 |
| 17   | 33753545 |  |      |          |  |       |          |  |      |          |

#### Lange Reihe
Zweigeschossiges Vierfamilienwohnhaus in rotem Backsteinmauerwerk unter Satteldach. Die Häuser sind durch unterschiedliche Wohnungsgrößen und Raumordnungen verschieden breit, jedoch mit selbiger Tiefe. Die Baukörper sind jeweils durch Anordnung fünf verschiedener Fensterformate und einem zumeist mittig platzierten Haupteingang gegliedert. Lose Anordnung der Häuser, zumeist im rechten Winkel zueinander, Wohnräume zur Sonne im Süden und Westen ausgerichtet. Erbauungszeit 1959–1961.
| Haus | ID       |  | Haus | ID       |  | Haus | ID       |  | Haus | ID       |
| ---- | -------- |  | ---- | -------- |  | ---- | -------- |  | ---- | -------- |
| 12   | 33754448 |  | 14   | 33754471 |  | 16   | 33754494 |  | 18   | 33754517 |

#### Schlichternheide
Zweigeschossiges Vierfamilienwohnhaus in rotem Backsteinmauerwerk unter Satteldach. Die Häuser sind durch unterschiedliche Wohnungsgrößen und Raumordnungen verschieden breit, jedoch mit selbiger Tiefe. Die Baukörper sind jeweils durch rhythmische Anordnung fünf verschiedener Fensterformate und einem zumeist mittig platzierten Haupteingang gegliedert. Lose Anordnung der Häuser, zumeist im rechten Winkel zueinander, Wohnräume zur Sonne im Süden und Westen ausgerichtet. Erbauungszeit 1959–1961.
| Haus | ID       |  | Haus | ID       |  | Haus | ID       |  | Haus | ID       |
| ---- | -------- |  | ---- | -------- |  | ---- | -------- |  | ---- | -------- |
| 20   | 33755357 |  | 22   | 33755403 |  | 24   | 33755449 |  | 26   | 33755495 |
| 30   | 33755587 |  | 49   | 33755817 |  | 51   | 33755840 |  | 53   | 33755863 |
| 55   | 33755886 |  | 57   | 33755909 |  |      |          |  |      |          |

| Lage                                       | Bezeichnung   | Beschreibung | ID       | Bild           |
| ------------------------------------------ | ------------- | --- | -------- | -------------- |
| Fuchsbau 10/12 52° 54′ 7″ N, 10° 10′ 13″ O | Michaelkirche | Backsteinbau unter Satteldach in gedämpften Hohlpfannen mit holzschindelverkleidetem Dachreiter. Ausrichtung mit Altarnische im Osten. Fassaden in glattem Backstein mit Fensteröffnungen unter gemauerten Stichbögen sowie runden Fenstern; mit glatten gemauerten Giebelfriesen bei den Anbauten, Traufgesims aus Beton. Erschließung durch Eingangsvorhalle am Westgiebel; Anbau an Südseite für Kapelle; Westgiebel als Dachaufbau mit quadratischem Turm unter flachem Zeltdach zur Aufnahme der Glocke, Abschluss mit Metallkreuz. Im inneren Wände mit hellem Kratzputz versehen, farbiges Altarfenster. Erbaut 1937/38 nach Entwurf des Architekten Wilhelm Kröger als Garnisonskirche für deutsche Luftwaffe in Faßberg. Mehrere Außenplastiken von Bildhauer Ludwig Vierthaler (St. Michael, St. Christophorus, Christus). 1967 Auszug der katholischen Gemeinde. | 33751392 | Weitere Bilder |
| 52° 54′ 54″ N, 10° 11′ 14″ O               | Fliegerhorst  | Wurde in den 1930er Jahren angelegt. Bis zum Ende des Zweiten Weltkrieges zu Ausbildungszwecken genutzt. Zur Zeit der Luftbrücke war er einer der Flughäfen nach Berlin. Zum Flugplatz gehören 64 Gebäude die im Denkmalatlas nicht zugänglich sind. | 33730442 |                |

## Gerdehaus
| Lage                                     | Bezeichnung               | Beschreibung | ID       | Bild |
| ---------------------------------------- | ------------------------- | --- | -------- | ---- |
| Gerdehaus 1 52° 52′ 54″ N, 10° 11′ 9″ O  | Wohn-/ Wirtschaftsgebäude | Vierständer-Fachwerkbau unter Halbwalmdach in roter Hohlpfannendeckung mit Uhlenflucht. Zur Nordseite Wirtschaftsteil mit achsenmittigen Dielentor, darüber Ladeluke Fachwerkgefüge mit teils gebogenen geschosshohen Streben sowie roter Backsteinausfachung. Giebelfelder im Wirtschafts- und Wohnteil leicht über Gebälk vorkragend. 1863 errichtet. | 33740840 |      |
| Gerdehaus 1 52° 52′ 55″ N, 10° 11′ 7″ O  | Treppenspeicher           | Allseitig verbretterter Fachwerkbau in Hochrähmzimmerung mit durchgehälsten Ankerbalken unter Satteldach in roter Hohlpfannendeckung. Zugänge mit geschnitzten Eselsrücken, Ankerbalken mit geschnitzten Knaggen ausgestattet. Giebelseitig Treppenaufgang. 1733 errichtet.                                                                             | 33740906 | BW   |
| Gerdehaus 1 52° 52′ 54″ N, 10° 11′ 10″ O | Treppenspeicher           | Allseitig verbretterter Fachwerkbau in Hochrähmzimmerung mit eingezapften Ankerbalken auf Findlingssockel unter Satteldach in Reetdeckung. Giebelseiten mit Dachüberstand auf geschweiften Konsolen, beidseitig hölzerne Außentreppen. Symmetrisch angeordnete Zugänge mit Schwellinschriften. 1828 errichtet.                                          | 33740861 | BW   |

## Hankenbostel
| Lage                                       | Bezeichnung         | Beschreibung | ID       | Bild |
| ------------------------------------------ | ------------------- | --- | -------- | ---- |
| Hankenbostel 9 52° 53′ 18″ N, 10° 9′ 44″ O | Backhaus            | Bündig verbretterter Fachwerkbau auf Hausteinsockel unter Satteldach in roter Hohlpfannendeckung mit Aufschieblingen. Rückwärtig ein halbrunder, grob verputzter Backofen auf Findlingssockel unter Nurdachkonstruktion. Im 19. Jh. errichtet. | 33741016 |      |
| Hankenbostel 9 52° 53′ 19″ N, 10° 9′ 45″ O | Treppenspeicher I   | Allseitig verbretterter Fachwerkbau in Hochrähmzimmerung mit eingehälsten Ankerbalken auf Findlingsfundament unter Satteldach in roter Hohlpfannendeckung (ehem. Stroh). Zur östlichen Traufseite symmetrisch angeordnete Zugänge mit geschnitzten Eselsrücken im Sturz, durchgehälste Balkenköpfe auf profilierten Knaggen. Zur südlichen Giebelseite Treppenaufgang, Satteldach giebelseitig auskragend mit profilierten Kopfbändern. Bündige Verbretterung mit Schmiedenägeln. 1752 (i) errichtet. | 33740950 | BW   |
| Hankenbostel 9 52° 53′ 19″ N, 10° 9′ 46″ O | Treppenspeicher II  | Allseitig verbretterter Fachwerkbau in Hochrähmzimmerung mit eingehälsten Ankerbalken auf Findlingsfundament unter Satteldach in roter Hohlpfannendeckung (ehem. Stroh). Zur östlichen Traufseite symmetrisch angeordnete Zugänge mit geschnitzten Eselsrücken im Sturz, durchgehälste Balkenköpfe ohne Knaggen. Zur südlichen Giebelseite Treppenaufgang, Satteldach giebelseitig auskragend mit profilierten Kopfbändern. Bündige Verbretterung mit Schmiedenägeln. 1792 (i) errichtet.             | 33740972 |      |
| Hankenbostel 9 52° 53′ 18″ N, 10° 9′ 47″ O | Treppenspeicher III | | 33740994 |      |
| Hankenbostel 9 52° 53′ 18″ N, 10° 9′ 51″ O | Stall               | Bündig verbretterter, etwas abseits des Hofgefüges stehender Fachwerkbau unter strohgedeckten Walmdach mit Uhlenloch. Längsdurchfahrt mit Doppeltüren, zur Traufseite Anbau eines offenen Unterstandes. 1846 (i) errichtet. | 33741038 | BW   |

## Müden
| Lage                                                             | Bezeichnung               | Beschreibung | ID       | Bild           |
| ---------------------------------------------------------------- | ------------------------- | --- | -------- | -------------- |
| Alte Dorfstraße 52° 52′ 33″ N, 10° 6′ 56″ O                      | Straße                    | Straßenzug mit Pflasterung, Baumbestand und Einfriedungen. Alte Aufteilung mit dem mittigen Kopfsteinpflaster und seitlich angrenzenden Sommerweg für die Viehtrift, der aus verdichtem Erdreich besteht. In Teilen lässt sich zusätzlich seitlicher Gehweg ablesen. Im Bereich der Kreuzung mit dem Neuen Damm ist die historische Ausführung durch modernen Belag unterbrochen doch führt sie mit Sommer- und Winterweg beiderseits jeweils bis zur Hauptstraße. | 33741139 |                |
| Alte Dorfstraße 52° 52′ 34″ N, 10° 6′ 58″ O                      | St. Laurentius-Kirche     | Saalbau in Backsteinmauerwerk mit polygonalen Chorschluss und einen entkoppelten Fachwerk-Glockenturm. Langhaus des 14. Jh. unter Walmdach in roter Hohlpfannendeckung mit traufhohen Strebepfeilern von Anfang des 19. Jh. sowie Segmentbogenfenstern. Chor mit Strebepfeilern vermutlich aus Mitte des 15. Jh., dreibahnige Spitzbogenfenstern 1910/1911 rekonstruiert. Im Inneren ursprünglich flache Holzdecke, beim Bau des Chors wurde Sternengewölbe mit vegetabile Ausmalungen eingezogen. Nördlicher Sakristeianbau von 1967. Glockenturm in vertikaler Holzverkleidung mit Turmuhr, ausgekehltem Pyramidendach sowie Wetterfahne mit Datierung 1729. Innen Darstellung des Jüngsten Gerichts im Chorgewölbe von um 1500, Emporeneinbauten des 18. Jh., Kanzelaltar Mitte 17. Jh. -mehrfach verändert-, polygonaler Taufstein des 14. Jh. sowie Bronzetaufe von Hinrik Klinghe (Bremen) von 1473 mit hölzernem Deckel von 1860. | 33741120 | Weitere Bilder |
| Alte Dorfstraße 4a 52° 52′ 36″ N, 10° 6′ 48″ O                   | Häuslingshaus             | Eingeschossiger, traufständiger Fachwerkbau auf Hausteinsockel unter Satteldach. Zur östlichen Traufseite Hauptzugang mit Inschriften im Türsturz. Fachwerkgefüge mit geschosshohen Streben und roter Backsteinausfachung, nördlicher Zugang zum ehemaligen Speicherstock über hölzerne Außentreppe. Rückwärtiges Fachwerkgefüge modern ersetzt. 1799(i) errichtet. | 33741181 |                |
| Alte Dorfstraße 6 52° 52′ 33″ N, 10° 6′ 53″ O                    | Wohn-/ Wirtschaftsgebäude | Im Hofgefüge mittig platzierter Vierständer-Fachwerkbau auf Hausteinsockel unter Halbwalmdach in roter Hohlpfannendeckung. Nordgiebel mit achsenmittigen Dielentor mit Vorschauer, im Torsturz Inschrift sowie über gerundetem Gebälk leicht vorkragendes Giebelfeld. Fachwerkgefüge mit geschosshohen Streben, doppelter Verriegelung und roter Backsteinausfachung. Wohnteil mit Fletteingang zur östlichen Traufseite mit vorgelagerten Stufen und Jugendstil-Eichentür sowie darüber ein Zwerchhaus. Kellerfenster teils mit Sandsteineinfassung. 1809(i) errichtet, Wirtschaftsteil zum Ladengeschäft umgebaut. | 33741159 |                |
| Alte Dorfstraße 6 52° 52′ 34″ N, 10° 6′ 52″ O                    | Scheune                   | Zur Straße traufständiger, langgestreckter Fachwerkbau auf Backsteinsockel unter Satteldach in roter Hohlpfannendeckung. Zur Straße zwei Quereinfahrten. Symmetrisches Fachwerkgefüge mit geschosshohen Streben, doppelter Verriegelung und roter Backsteinausfachung. Westliches Giebelfeld vertikal verbrettert, südliche Traufseite massiv unterfangen mit Fachwerkdrempel. Östlich niedrigerer Fachwerk-Anbau als Schuppen mit Unterstand. Mitte des 19. Jh. errichtet. | 33741249 |                |
| Alte Dorfstraße 6 52° 52′ 34″ N, 10° 6′ 50″ O                    | Stallscheune              | Eineinhalbgeschossiger Massivbau in rotem Backsteinmauerwerk unter nach Süden abgewalmten Satteldach in roter Hohlpfannendeckung. Allseitige Wirtschaftsöffnungen mit Segmentbogenstürzen, teils verändert, geschosstrennendes Deutsches Band. Zur Westseite abgeschlepptes Dach mit ursprünglichen Unterstand. 1896 errichtet. | 33741227 |                |
| Alte Dorfstraße 6 52° 52′ 33″ N, 10° 6′ 54″ O                    | Brunnen                   | Sandstein-Brunnenfassung auf niedrigen Postament mit durch Eisenring eingespannten halbrunden Wandhälften. | 33741295 |                |
| Alte Dorfstraße 6 52° 52′ 34″ N, 10° 6′ 52″ O                    | Brunnen                   | Sandstein-Brunnenfassung über kreisrunden Grundriss mit bossierten Ringsteinen im Sockel, zusammengefügten halbrunden Platten mit Kartuschenrelief mit Inschrift „C.G.H. 1846“, sowie eisernen Spannring und hölzernem Deckel. Als Brunnenausguss fungiert moderne Figurengruppe zweier Kinder. | 33741272 |                |
| Alte Dorfstraße 7 52° 52′ 34″ N, 10° 7′ 0″ O                     | Wohn-/ Wirtschaftsgebäude | Giebelständiger Vierständer-Fachwerkbau unter Halbwalmdach in roter Hohlpfannendeckung. Fachwerkgefüge mit gekuppelten Ständern, Andreaskreuzverstebungen sowie roter Backsteinausfachung. Inschrift über Schuleingangstür an östlicher Traufseite: „Lasset die Kindlein zu mir kommen und wehret ihnen nicht, denn solcher ist das Reich Gottes. Markus 10 V. 14“. 1874 errichtet. | 33741318 |                |
| An der alten Schmiede 4 / Neubauerweg 52° 52′ 38″ N, 10° 7′ 3″ O | Brunnen                   | Alter Brunnen von 1767 mit Schwingbaum auf dem „Smedtshof“, mit runder Brunnenfassung aus Sandstein-Werksteinen, von Eisenringen eingespannt. | 33741340 |                |
| Hauptstraße 8 52° 52′ 35″ N, 10° 6′ 59″ O                        | Wohn-/ Wirtschaftsgebäude | Vierständer-Fachwerkbau unter Halbwalmdach. Östliches Giebelfeld mit mittigen Dielentor mit einfeldigen Vorschauer, Schwellriegel darüber mit Inschrift. Fachwerkgefüge mit teils gebogenen geschosshohen Streben sowie roter Backsteinausfachung. 1833 errichtet. | 33741399 |                |
| Hauptstraße 8 52° 52′ 34″ N, 10° 6′ 57″ O                        | Treppenspeicher           | Vertikal verbretterter Fachwerkbau in Hochrähmzimmerung mit eingezapften Ankerbalken unter Satteldach in Reetdeckung. In Ständerköpfe eingehälste Balkenlage, unter den Balkenköpfen Schmuckkonsolen. Ostgiebel mit vorkragendem Dach über geschweiften Kopfbändern, darunter Treppenaufgang. Obergeschossiger Eingang mit Eselsrücken-Torsturz. In den Zugängen Inschriften: „HINRICH MÜLLER MDCCVI (1706)“ und „ANA MARGRET ALVERMANN 1706“. | 33741420 |                |
| Hauptstraße 9 52° 52′ 35″ N, 10° 7′ 2″ O                         | Wohn-/ Wirtschaftsgebäude | Giebelständiger Massivbau in rotem Backsteinmauerwerk unter Halbwalmdach in roter Hohlpfannendeckung. Nördliche Giebelseite mit Dielentor mit Korbbogen, darüber Inschriftenplatte in Giebelfeld. Wirtschaftsöffnungen mit Segmentbogenstürzen, Fassadengliederungen mit Lisenen, Deutschen Band sowie Konsol-Traufgesims. Um 1900 errichtet. | 33741442 |                |
| Hauptstraße 10 52° 52′ 35″ N, 10° 7′ 4″ O                        | Scheune                   | Vierständer-Fachwerkbau auf Bruchsteinsockel mit Backstein-Rollschicht unter Schopfwalmdach mit Niedersachsengiebel und roter Hohlpfannendeckung. Fachwerkgefüge mit geschosshohen Streben und roter Backsteinausfachung. Im 19. Jh. errichtet, an einer Schmalseite moderne Erweiterung in Rohziegeln. | 33741080 |                |
| Hausselhof 1 52° 52′ 14″ N, 10° 9′ 52″ O                         | Treppenspeicher           | Senkrecht verbretterter Fachwerkbau in Hochrähmzimmerung mit eingezapften Ankerbalken auf Findlingssockel unter Satteldach mit Aufschieblingen in roter Hohlpfannendeckung. Am Südwestgiebel Holzwangentreppe unter vorkragendem Dach. An Südost-Traufseite zwei Türen neben Mittelstiel mit Inschriften. 1856 (i) errichtet. | 33741080 | BW             |
| Neubauerweg 6 52° 52′ 38″ N, 10° 7′ 5″ O                         | Wohn-/ Wirtschaftsgebäude | Eingeschossiger und im Hofgefüge zurückgesetzter, giebelständiger Vierständer-Fachwerkbau auf hohem Sockel unter Halbwalmdach in roter Hohlpfannendeckung. Östliche Giebelseite mit Dielentor, darüber Ladeluke, im Schwellriegel Inschrift mit der Datierung „1849“. Symmetrisches Fachwerkgefüge mit geschosshohen Streben, teils gebogen, sowie roter Backsteinausfachung. | 33741529 |                |
| Neubauerweg 6 52° 52′ 37″ N, 10° 7′ 6″ O                         | Treppenspeicher           | Allseitig verbretterter Fachwerkbau in Hochrähmzimmerung mit eingezapften Ankerbalken unter Satteldach. Zur östlichen Giebelseite Treppenaufgang. Mitte des 19. Jh. errichtet, innerhalb der Hofstelle umgesetzt. | 33741550 |                |
| Neubauerweg 6 52° 52′ 37″ N, 10° 7′ 7″ O                         | Stellmacherwerkstatt      | Eingeschossiger Fachwerkbau auf Backsteinsockel unter Satteldach in roter Hohlpfannendeckung. Symmetrisches Fachwerkgefüge mit geschosshohen Streben und roter Backsteinausfachung, Giebelfelder vertikal verbrettert. Zur nördlichen Traufseite Wirtschaftstor, innen erhaltene Einrichtung. 1870 errichtet. | 33741572 |                |
| Neuer Damm 8 52° 52′ 42″ N, 10° 6′ 53″ O                         | Wohnhaus                  | Giebelständiger, eingeschossiger Vierständer-Fachwerkbau auf Backsteinsockel unter Halbwalmdach in roter Hohlpfannendeckung mit Niedersachsengiebel. Östliche Traufseite mit achsenmittigen Zwerchhaus und Zugang. Fachwerkgefüge mit geschosshohen Streben und roter Backsteinausfachung. Westlich im Winkel angebaute Tischlerwerkstatt. 1865 errichtet. | 33741615 |                |
| Salzmoor 36 52° 52′ 56″ N, 10° 7′ 11″ O                          | Ehem. Armenhaus           | Eingeschossiger, traufständiger Fachwerkbau auf verputztem Sockel unter Satteldach in roter Hohlpfannendeckung. Fachwerkgefüge mit geschosshohen und gebogenen Streben sowie roter Backsteinausfachung. Zur Nord und Westseite positionierte Zugänge. 1864 errichtet, 1884 als Armenhaus an heutige Stelle versetzt. | 33741634 |                |
| Sandstraße 52° 52′ 44″ N, 10° 6′ 56″ O                           | Alter Friedhof            | Dreieckige Friedhofsfläche mit Grabsteinen aus zweiter Hälfte 19. Jh. und der erster Hälfte 20. Jh. Parkartig gestaltet mit altem Baumbestand. Translozierter Treppenspeicher von 1885 aus Schmarbeck. Am Eingang Grabfeld mit zehn Toten beider Weltkriege. (Ein russischer Kriegsgefangener (1. Weltkrieg), drei sowjetische Kriegsgefangene (1945), ein polnischer Kriegsgefangene, zwei deutsche Flüchtlinge der Ostgebiete (1945) und drei Unbekannte) Schriftstellerin Felicitas Rose Moersberger und Maler und Grafiker Fritz Flebbe hier beerdigt. | 33741654 |                |
| Sandstraße 1 52° 52′ 40″ N, 10° 6′ 48″ O                         | Brunnen                   | Brunnenfassung von 1744 in Form von halbrunden Sandsteinwänden, eingespannt mit Eisenring, mit am Beckenrand auskragender Profilierung. | 33741696 |                |
| Sandstraße 1 52° 52′ 40″ N, 10° 6′ 47″ O                         | Gartenlaube               | Gartenlaube in Zierfachwerk mit Verbretterung in floralen-geometrischen Laubenschnitt unter Satteldach. Rückwärtig im Gartenbereich zum Lauf der Wietze hin positioniert. Um 1900 errichtet. | 33741677 |                |
| Sandstraße 2 52° 52′ 39″ N, 10° 6′ 51″ O                         | Brunnen                   | | 33741737 |                |
| Sandstraße 5 52° 52′ 45″ N, 10° 6′ 52″ O                         | Wohnhaus mit Ladeneinbau  | Eingeschossiger, traufständiger und verputzter Massivbau unter Mansarddach in roter Hohlpfannendeckung. Zur östlichen Traufseite achsenmittiger Zugang mit Zwerchhaus darüber. Ursprünglich flankierten zwei Ladeneinbauten den mittigen Eingang. Errichtet Anfang des 20. Jh. | 33741756 |                |
| Unterlüßer Straße 5 52° 52′ 35″ N, 10° 7′ 17″ O                  | Kornmühle, Speicher       | Viergeschossiger Backsteinbau unter flachen Satteldach, unmittelbar südlich vom Lauf der Örtze platziert. Fassadengliederung durch Ecklisenen und Geschossbänder, Fenster mit Segmentbogenstürzen. Zur Südseite geschossweise übereinander platzierte Ladestöcke. 1913 errichtet. | 33741776 |                |
| Unterlüßer Straße 5 52° 52′ 36″ N, 10° 7′ 16″ O                  | Wehr                      | Stauwehr zum Mühlenantrieb östlich der Mühlengebäude. | 33741841 |                |
| Unterlüßer Straße 5 52° 52′ 36″ N, 10° 7′ 16″ O                  | Sägemühle                 | Eingeschossiger Fachwerkbau auf hohem Sandsteinquadersockel unter Satteldach in roter Hohlpfannendeckung. Fachwerkgefüge mit roter Backsteinausfachung. Zur Nordseite abgeschleppter Unterstand auf Holzpfeilern. Zur Südseite durch Anbau und Wehr mit dem anderen Mühlengebäude bauliche verbunden. Backsteinanbau mit erhaltener Francis-Turbine von 1913. | 33741798 |                |
| Unterlüßer Straße 5 52° 52′ 36″ N, 10° 7′ 17″ O                  | Steg                      | Holzsteg über die Örtze am Wehr entlang. | 33741820 |                |
| Wiesenweg 19 52° 52′ 19″ N, 10° 7′ 20″ O                         | Haus Ginsterbusch         | Eingeschossiger, traufständiger verputzter Massivbau unter Halbwalmdach in roter Hohlpfannendeckung. Achsenmittiger polygonaler turmartiger Risalit in Fachwerk mit Eingang. Fenster im Massivteil mit Klappläden bestückt, im Fachwerkteil Jugendstil-Sprossenfenster. Anfang 20. Jh. errichtet.1930-1938 von der Schriftstellerin Felicitas Rose bewohnt. | 33741861 |                |
| Wietzer Berg 52° 52′ 16″ N, 10° 5′ 8″ O                          | Hermann-Löns-Stein        | Innerhalb eines quadratisch mit liegenden und stehenden Findlingen gerahmten Platzes. Findling auf Hausteinpostament mit metallenem Porträtrelief als Halbprofil Hermann Löns nach Osten, Inschriftentafel nach Süden. Kunstmaler Fricke, Hannover. Errichtet 1921. | 33741899 |                |
| Willighausen 4 52° 51′ 40″ N, 10° 5′ 16″ O                       | verglaste Veranda         | | 33743043 | BW             |

## Niederohe
| Lage                                     | Bezeichnung                  | Beschreibung | ID       | Bild |
| ---------------------------------------- | ---------------------------- | --- | -------- | ---- |
| Niederohe 5 52° 52′ 22″ N, 10° 12′ 41″ O | Wohn-/ Wirtschaftsgebäude    | Vierständer-Fachwerkbau auf niedrigen Hausteinsockel, teilunterkellert, unter Halbwalmdach in roter Hohlpfannendeckung mit Uhlenloch. Zur nördlichen Giebelseite achsenmittiges Dielentor mit Inschrift. Fachwerkgefüge im Wirtschaftsteil mit gekuppelten Ständern und geschlämmter Backsteinausfachung. Wohnteil mit ausgebauten DG und veränderten Einfahrt sowie Fenstergefüge. 1830 (i) errichtet. | 33741995 |      |
| Niederohe 5 52° 52′ 24″ N, 10° 12′ 36″ O | Stall                        | Allseitig vertikal verbretterter Fachwerkbau auf Werksteinsockel unter reetgedecktem Walmdach. Zur Südseite Dielentor, Ostseite mit achsenmittigen Ladeerker. 1690 errichtet. | 33741919 |      |
| Niederohe 5 52° 52′ 23″ N, 10° 12′ 38″ O | Stall                        | Allseitig vertikal verbretterter Fachwerkbau auf Feldsteinsockel unter reetgedecktem Walmdach. Zur Westseite Tordurchfahrt. 1770 errichtet. | 33741945 |      |
| Niederohe 5 52° 52′ 22″ N, 10° 12′ 42″ O | Brunnen                      | Sandsteinbrunnen über kreisrundem Grundriss mit eisernen Spannring. Fünfteilige, scharrierte Fassung, oben Betonplattenabdeckung. 1830 errichtet. | 33742018 | BW   |
| Niederohe 5 52° 52′ 21″ N, 10° 12′ 42″ O | Treppenspeicher              | Hochrähmzimmerung mit eingezapften Ankerbalken. Reetdach. 1778. | 33741971 | BW   |
| Niederohe 5 52° 52′ 22″ N, 10° 12′ 44″ O | Verwalterhaus mit Stallanbau | | 33742041 | BW   |

## Poitzen
| Lage                                  | Bezeichnung               | Beschreibung | ID       | Bild           |
| ------------------------------------- | ------------------------- | --- | -------- | -------------- |
| Poitzen 2 52° 53′ 56″ N, 10° 7′ 48″ O | Speicher                  | Zum Wirtschaftshof traufständiger und allseitig verbretterter Fachwerkbau auf Backsteinfundament unter Satteldach in roter Hohlpfannendeckung. Zur Nord- und Westseite jeweils Anbau unter Pultdach mit Quereinfahrten als Speicher- und Bansenteil. Giebelseitig zwei Türen mit Inschriften. 1830 (i) errichtet.                                                                                          | 33742271 | BW             |
| Poitzen 3 52° 53′ 54″ N, 10° 7′ 28″ O | Treppenspeicher           | Eingeschossiger, allseitig vertikal verbretterter Fachwerkbau in Hochrähmzimmerung mit durchgeszpften Ankerbalken auf Findlingssockel unter Satteldach in roter Hohlpfannendeckung. Südgiebel mit auf Konsolen auskragendem Dachüberstand. Östliche Traufseite mit Zugängen. Letztes Viertel 18. Jh. errichtet.                                                                                            | 33742291 |                |
| Poitzen 3 52° 53′ 54″ N, 10° 7′ 27″ O | Speicher                  | | 33742311 | BW             |
| Poitzen 4 52° 53′ 55″ N, 10° 7′ 56″ O | Wohn-/ Wirtschaftsgebäude | Vierständer-Fachwerkbau auf Backsteinsockel unter Halbwalmdach in roter Hohlpfannendeckung mit Uhlenloch. Zur Westseite achsenmittiges Dielentor, im Torsturz sowie Schwellriegel Inschriften, darüber mittig Ladeluke. Symmetrisches Fachwerkgefüge mit roter Backsteinausfachung. In zweiter Hälfte 19. Jh. errichtet.                                                                                   | 33742331 |                |
| Poitzen 4 52° 53′ 55″ N, 10° 7′ 57″ O | Treppenspeicher           | Verbretterter Fachwerkbau in Hochrähmzimmerung mit durchgehälsten Ankerbalken unter Satteldach. 1790 (i) errichtet. | 33742350 | BW             |
| Poitzen 6 52° 53′ 57″ N, 10° 7′ 41″ O | Treppenspeicher           | Doppel-Treppenspeicher auf Betonfundament, Fachwerkkonstruktion außen vertikal verbrettert, Satteldach unter roter Hohlpfannendeckung. Giebelseitiger Dachüberstand über Außentreppe. Errichtet wohl im 18.-19. Jh. | 33742370 |                |
| Poitzen 6 52° 53′ 57″ N, 10° 7′ 42″ O | Treppenspeicher           | Allseitig verbretterter Fachwerkbau in Hochrähmzimmerung mit durchgezapften Ankerbalken unter Satteldach. Westliche Giebelseite mit Dachvorkragung und einem Außentreppenzugang zum Dachboden. Dekorelemente in Form von Türstürzen im Eselsrückenprofil, geschweiften Kopfbändern unter Wandrähmen sowie profilierten Knaggen unter eingehälsten Balkenköpfen. 1732 (i) errichtet.                        | 33742390 |                |
| Poitzen 6 52° 53′ 59″ N, 10° 7′ 43″ O | Stall                     | Allseitig vertikal verbretterter Fachwerkbau unter Satteldach. Zur westlichen Traufseite Seitenflügel unter stumpf abgewinkelter Dachabschleppung. Wohl um 1900 errichtet. | 33742412 |                |
| Poitzen 7 52° 54′ 6″ N, 10° 7′ 27″ O  | Backhaus                  | Eingeschossiger Bau unter Satteldach. Bündig verbrettertes Gefüge, zu den Seiten Schuppenanbauten unter stumpfer Dachabschleppung. Am rückwärtigen Giebel angebautes Ofengewölbe aus Backsteinen mit Lehmverstrich auf Findlingsfundament, darüber niedriges Satteldach auf eingegrabenen Stummelständern. Errichtet in erster Hälfte 19. Jh.                                                              | 33742431 | BW             |
| Poitzen 7 52° 54′ 3″ N, 10° 7′ 29″ O  | Treppenspeicher           | Allseitig vertikal verbretterter Fachwerkbau in Hochrähmzimmerung mit eingezapften Ankerbalken unter Satteldach in roter Hohlpfannendeckung. Auflager der Wangentreppe auf halben Baumstamm, Verbund mit Holz- und Schmiedenägeln. Zur Rückseite abgeschleppter Schuppenanbau mit Unterstand für Leitern. Ende des 18. Jh. errichtet.                                                                      | 33742474 |                |
| Poitzen 8 52° 53′ 59″ N, 10° 7′ 32″ O | Scheune                   | Allseitig verbretterter Fachwerkbau unter Halbwalmdach. Östliche Gebäudehälfte mit offener Längsdurchfahrt. Mitte 19. Jh. errichtet. | 33742517 | BW             |
| Poitzen 8 52° 53′ 59″ N, 10° 7′ 35″ O | Scheune                   | | 33742494 | BW             |
| Poitzen 8 52° 53′ 58″ N, 10° 7′ 32″ O | Speicher                  | Allseitig vertikal verbretterter Fachwerkbau in Hochrähmzimmerung mit durchgezapften Ankerbalken unter Satteldach. EG teils in Sichtfachwerk mit Backsteinausfachungen. Nordgiebel mit Dachüberstand auf Konsolen und hölzernen, äußeren Treppenaufgang zum Dachboden. Im 19. Jh. errichtet. | 33742540 | BW             |
| Poitzen 14 52° 53′ 48″ N, 10° 8′ 2″ O | Ehem. Bahnhof Poitzen     | Eingeschossiger, traufständiger Fachwerkbau unter Schopfwalmdach in roter Hohlpfannendeckung. Fachwerkgefüge mit geschosshohen Streben sowie roter Backsteinausfachung, leicht vorkragende Giebelfelder sowie Traufüberstand mit profilierten Knaggen versehen. Zur Ostseite breite Schleppgaube sowie außermittige Auslucht. Südlich allseitig vertikal verbretterter Lagerschuppenanbau. 1910 errichtet. | 33742583 | Weitere Bilder |

## Schmarbeck
| Lage                                     | Bezeichnung               | Beschreibung | ID       | Bild |
| ---------------------------------------- | ------------------------- | --- | -------- | ---- |
| Schmarbeck 52° 53′ 58″ N, 10° 12′ 11″ O  | Dorfstraße                | Südliche Hauptstraße mit historischer Kopfsteinpflasterung und flankierenden Sommerwegen sowie zugehöriger Eichenallee. | 33742603 |      |
| Schmarbeck 1 52° 54′ 4″ N, 10° 12′ 12″ O | Wohn-/ Wirtschaftsgebäude | Vierständer-Fachwerkbau auf Werksteinsockel unter Halbwalmdach in roter Hohlpfannendeckung mit Uhlenloch. Zur Südseite achsenmittiges Dielentor, südliche Giebelseite mit verschiedenen Wirtschaftsöffnungen. Fachwerkgefüge mit geschosshohen Streben, doppelter Verriegelung und roter Backsteinausfachung. In zweiter Hälfte 19. Jh. errichtet. | 33742622 |      |
| Schmarbeck 1 52° 54′ 4″ N, 10° 12′ 20″ O | Häuslingshaus             | Eingeschossiger Fachwerkbau auf Backstein-/Findlingssockel unter Halbwalmdach in roter Hohlpfannendeckung. Teilunterkellerung, Fachwerkgefüge mit geschosshohen Streben und Backstein-Sichtausfachung. Giebeldreiecke mit vertikaler Holzverbretterung. In zweiter Hälfte 19. Jh. errichtet. | 33742762 | BW   |
| Schmarbeck 1 52° 54′ 3″ N, 10° 12′ 14″ O | Scheune                   | Allseitig verbretterter Fachwerkbau auf Backsteinsockel unter flachen Satteldach. Teilweise als Unterstand genutzt, drei Längsdurchfahrten. Im Inneren Spolie von früheren Treppenspeicher aus 1807 (i). Errichtet 1914. | 33742739 | BW   |
| Schmarbeck 1 52° 54′ 3″ N, 10° 12′ 15″ O | Treppenspeicher 1         | Allseitig vertikal verbretterter Fachwerkbau in Hochrähmzimmerung mit eingezapften Ankerbalken unter Satteldach in roter Hohlpfannendeckung. Zur Langseite zwei Zugänge, Sturzinschrift links mit Datierung „1743“. Eingezapfte Balkenköpfe über profilierten Knaggen. Einseitiger Dachüberstand am Giebel über profilierten Kopfbändern. | 33742645 |      |
| Schmarbeck 1 52° 54′ 5″ N, 10° 12′ 13″ O | Treppenspeicher 2         | Allseitig vertikal verbretterter Fachwerkbau in Hochrähmzimmerung mit eingezapften Ankerbalken auf Backstein-/Findlingssockel unter Satteldach in roter Hohlpfannendeckung. Nachträgliche Dachabschleppung über den Hauptzugängen, diese mit geschnitzten Inschriften in den Türstürzen. 1828 errichtet. | 33742669 | BW   |
| Schmarbeck 1 52° 54′ 2″ N, 10° 12′ 13″ O | Treppenspeicher           | Allseitig vertikal verbretterter Fachwerkbau in Hochrähmzimmerung mit eingezapften Ankerbalken auf Sockel unter Satteldach in roter Hohlpfannendeckung. Giebelseitiger Dachüberstand auf geschweiften Kopfbändern. Hölzerne Außentreppen. 1795 errichtet. | 33742693 | BW   |
| Schmarbeck 2 52° 54′ 4″ N, 10° 12′ 25″ O | Wohn-/ Wirtschaftsgebäude | Im Hofgefüge zurückgesetzter, giebelständiger Vierständer-Fachwerkbau auf Sockel mit Backstein-Rollschicht unter Halbwalmdach. Südliche Giebelseite mit achsenmittigen Giebeltor mit Inschriften, Schwellriegel mit Inschriften. Fachwerkgefüge mit geschosshohen Streben und roter Backsteinausfachung, südöstlich angebauter Querflügel. 1862 errichtet. | 33742784 |      |
| Schmarbeck 2 52° 54′ 5″ N, 10° 12′ 22″ O | Häuslingshaus             | Eingeschossiger langgestreckter Fachwerkbau auf niedrigen verputzten Ziegelsockel unter Halbwalmdach in roter Hohlpfannendeckung. Teilunterkellerung, Fachwerkgefüge mit geschosshohen Streben, doppelter Verriegelung und Backstein-Sichtausfachung. Zur östlichen Längsseite achsenmittiger Hauptzugang, ausgebautes DG. In zweiter Hälfte 19. Jh. errichtet. | 33742903 |      |
| Schmarbeck 2 52° 54′ 2″ N, 10° 12′ 25″ O | Schafstall                | Allseitig verbretterter Fachwerkbau auf Feldsteinsockel unter reetgedeckten Walmdach mit Uhlenflucht. An den Giebelseiten jeweils zweiflügeliges Wirtschaftstor. 1706 errichtet. | 33742807 |      |
| Schmarbeck 2 52° 54′ 2″ N, 10° 12′ 24″ O | Schafstall                | Allseitig vertikal verbretterter Zweiständerbau auf Findlingssockel unter Vollwalmdach in Reetdeckung mit Uhlenflucht. Zur Südseite achsenmittiges zweiflügeliges Tor. Errichtet Anfang 18. Jh. | 33742831 |      |
| Schmarbeck 3 52° 54′ 1″ N, 10° 12′ 9″ O  | Wohn-/ Wirtschaftsgebäude | Vierständer-Fachwerkbau auf Werksteinsockel mit Backstein-Rollschicht unter Halbwalmdach in roter Hohlpfannendeckung mit Uhlenflucht. Zur Südseite achsenmittiges Dielentor mit Inschrift im Torsturz, Schwellriegel ebenfalls mit Inschrift, darüber außermittige Ladeluke, flankierende Wirtschaftstore als moderne Erweiterung. Fachwerkgefüge mit gebogenen geschosshohen Streben sowie roter Backsteinausfachung. Wohnteil mit östlichen Hauptzugang sowie Inschrift im nördlichen Schwellriegel. 1871 errichtet. | 33742948 |      |
| Schmarbeck 3 52° 54′ 0″ N, 10° 12′ 5″ O  | Treppenspeicher 3         | Allseitig vertikal verbretterter Fachwerkbau in Hochrähmzimmerung mit eingezapften Ankerbalken auf Findlingsfundament unter Satteldach in roter Hohlpfannendeckung. Traufseitiger Dachüberstand auf Kopfwinkelhölzern über Hauptzugang mit verandaartigen Treppenzugang. Sturzinschrift mit der Datierung „1745“. Giebelseiten ebenfalls mit Dachüberstand, eine Seite mit Treppenzugang. | 33743019 | BW   |
| Schmarbeck 3 52° 54′ 2″ N, 10° 12′ 7″ O  | Treppenspeicher           | Allseitig verbretterter Fachwerkbau in Hochrähmzimmerung mit eingezapften Ankerbalken auf Findlingssockel unter Satteldach in roter Hohlpfannendeckung. 1789 errichtet. | 33742971 |      |

## Bodendenkmale
| Lage                                     | Bezeichnung   | Beschreibung | ID       | Bild |
| ---------------------------------------- | ------------- | --- | -------- | ---- |
| Wietzer Berg 52° 52′ 31″ N, 10° 5′ 14″ O | Grabhügel     | Einzelner Grabhügel mit einem Durchmesser von circa 13 Meter und einer Höhe von circa 1 Meter. | 28959803 |      |
| Allerberg 52° 53′ 6″ N, 10° 5′ 1″ O      | Grabhügelfeld | Circa 25 bis 30 überwiegend kleine Grabhügeln mit Durchmessern von circa 3 bis 8 Meter und Höhen von circa 0,4 bis 0,8 Meter.                                                                                            | 28927371 | BW   |
| Wietzer Berg 52° 52′ 6″ N, 10° 5′ 28″ O  | Grabhügelfeld | Derzeit noch 5 von ehemals 7 Grabhügeln mit Durchmessern von circa 13 bis 14 Meter und Höhen von circa 0,6 bis 0,7 Meter. Bei Grabungen wurde ein Armring, Glasperlen und ein Bronzeteil eines Kleiderbesatzes gefunden. | 28927372 |      |